# Auguste Vestris
Pour les articles homonymes, voir Vestris.
Fils naturel de Gaëtan Vestris et de Marie Allard, Marie-Jean-Augustin Vestris, dit Auguste Vestris et surnommé Vestr'Allard, est un danseur français né à Paris le 27 mars 1760 et mort à Paris le 5 décembre 1842.
Formé par son père, il débute à l'Opéra de Paris en 1772 et est engagé comme soliste dans le Ballet en 1776. Sa brillante carrière se déroule principalement à Paris, mais il se produit aussi à Lyon, Montpellier et Bordeaux, ainsi qu'au King's Theatre de Londres. C'est Pierre Gardel qui lui offrira ses plus beaux rôles, notamment dans Psyché, Télémaque dans l'île de Calypso et La Dansomanie.
Il se retire en 1816 pour se consacrer à l'enseignement de la danse à l'Opéra de Paris, et devenir l'un des professeurs les plus renommés de tous les temps.
Inventeur d'une multitude de nouveaux pas, Auguste Vestris est parmi ceux qui, les premiers, ont su intégrer l'ancienne danse du XVIIIe siècle « terre à terre », brillante et rapide, avec les nouveaux pas de grande élévation (grand allegro) suscités par les avancées musicales de l'époque, dont celles de Beethoven. Parmi ses élèves, le chorégraphe franco-danois Auguste Bournonville (1805-1879). Ce dernier lui consacre plusieurs pages fort intéressantes et détaillées dans ses mémoires My Theatre Life (Ma vie au théâtre), réédités à Londres en anglais en 1968. L'acte I du ballet de Bournonville Le Conservatoire, encore dansé de nos jours, reproduit fidèlement une leçon donnée par Vestris à l'Opéra de Paris en 1820, et reste encore, pour notre génération, d'une extrême exigence technique.
Surnommé « le dieu de la danse », Auguste Vestris a marqué les esprits et l'histoire de la danse par son interprétation de la gavotte de la comédie lyrique de Grétry Panurge dans l'île des lanternes, en 1785 : depuis lors, ce passage est connu sous le nom de gavotte de Vestris.